# Sensorium
Cet article concerne le sensorium comme somme des perceptions d'un organisme. Pour le musée des sens du même nom, voir Sensorium (musée).
Le sensorium désigne la somme des perceptions d’un organisme et le siège de la sensation, à partir duquel le sujet expérimente et interprète les environnements dans lesquels il vit. Dans les domaines de la médecine, de la psychologie et de la physiologie, il désigne le caractère unique et changeant de l’ensemble de l’environnement sensoriel perçu par un individu. Cela inclut la sensation, la perception et l’interprétation de l’information sur le monde autour de nous au moyen des facultés de l’esprit, tels que les sens, la perception phénoménale et psychologique, la cognition et l’intelligence.

## Historique du concept
Au XXe siècle, le sensorium est devenu un élément fondamental de la théorie des médias développée par Marshall McLuhan, Edmund Carpenter et Walter J. Ong (Ong, 1991).
Walter Ong ébauche l’historique de cette notion dans ‘’The Presence of the Word’’ (1967). Il rappelle que les poètes symbolistes français étaient fortement intéressés aux phénomènes de transposition des sens et de synesthésie, attribuant des couleurs à des sons, comme l’ont fait Baudelaire et Mallarmé. Il signale aussi l’apport des philosophes, notamment Bergson avec son ‘’Essai sur les données immédiates de la conscience’’, et les travaux subséquents de Louis Lavelle et Jean Nogué. Il rattache vaguement la notion de sensorium aux travaux de la psychanalyse, de la linguistique, des psychologues comme Jean Piaget et Jerome Bruner, ainsi que nombre de phénoménologues.
Dans Modes of thought, publié en 1938, Whitehead est un des premiers à attirer l’attention sur les effets que les changements dans les médias de communication produisent sur le sensorium, sans toutefois utiliser ce terme.

## Rapports entre les sens
McLuhan, tout comme son mentor Harold Innis, considère que les médias sont biaisés en fonction de leur rapport au temps et à l’espace. Il attachait une importance particulière à ce qu’il appelait le sensorium, ou les effets des médias sur nos sens, selon l’hypothèse que les médias nous affectent en modifiant les rapports entre les sens. Par exemple, l’alphabet donne de l’importance au sens de la vue, ce qui a pour effet de nous entraîner à penser de façon linéaire et objective. L’alphabet, en tant que média, a donc pour effet de réorganiser la façon dont, collectivement et individuellement, nous percevons et comprenons notre environnement.
Examinant les variations du sensorium dans divers contextes socio-historiques, ces théoriciens suggèrent que les membres d’une culture expérimentent et interprètent le monde différemment en fonction des rapports spécifiques entre les sens en vigueur dans cette culture. Ong étudie ainsi la relation du sensorium avec la religion et sa configuration dans la tradition judéo-chrétienne, où est affirmée la prépondérance du verbe.
Des travaux plus récents ont toutefois montré que des individus peuvent développer des sensoria particuliers qui échappent aux normes de leur culture d’origine, et cela même dans le cas de l’histoire de l’odorat dans le monde occidental, où ce sens est supprimé ou largement ignoré.
Cette interaction entre diverses façons de concevoir le monde peut être comparée à l’expérience de la synesthésie, dans laquelle la stimulation d’un sens entraîne une perception par un autre sens, apparemment sans liaison avec le premier, comme chez les musiciens qui peuvent goûter les intervalles entre les notes (Beeli et al., 2005) ou les artistes qui peuvent sentir les couleurs. Nombre de personnes qui ont perdu l’usage d’un sens développent un sensorium dans lequel les sens qu’ils possèdent acquièrent une part prépondérante. Souvent, une personne aveugle ou sourde développe un effet compensatoire, grâce auquel son sens du toucher ou de l’odorat devient plus aiguisé, modifiant la façon dont elle perçoit et interprète le monde. On en trouve des exemples particulièrement éloquents chez les enfants sauvages ou dont la petite enfance a été marquée par des abus, de la négligence ou un environnement non humain, ce qui a pour effet d’intensifier et de minimiser les capacités perceptives (Classen, 1991).

## Développement de sensoria uniques dans les cultures et les individus
Ces exemples illustrent le côté socialement acquis de la sensation et de la perception. Un sensorium "normal" et un sensorium synesthésique diffèrent en fonction de la distribution, de la connexion et de l’interaction entre les divers organes sensoriels. Un individu synesthète a simplement développé un ensemble d’habiletés, tant sensorielles que cognitives et interprétatives, qui lui donnent une unique compréhension du monde (Beeli et al., 2005). Le sensorium est la résultante des environnements physique, biologique, social et culturel d’un organisme individuel et de ses relations en tant qu’être dans le monde.
Ce qui est considéré, à partir d’une perspective donnée, comme un étrange brouillage des sensations l'est, à partir d'une autre perspective, comme une façon normale et naturelle de percevoir le monde. Et, de fait, beaucoup d’individus et de cultures développent des sensoria fondamentalement différents de la modalité visio-centrique propre à la grande majorité des sciences et cultures occidentales. Le point de vue d’un individu originaire de Russie est éclairant à cet égard :

« Le dictionnaire de la langue russe définit le sens du toucher comme suit : « En réalité, les cinq sens peuvent être réduits à un seul, le sens du toucher. La langue et le palais sentent la nourriture; l’oreille, les ondes sonores; le nez, les émanations; les yeux, les rayons de lumière. » C’est pourquoi dans tous les manuels le sens du toucher est toujours mentionné en premier. Il signifie se rendre compte, percevoir, par le corps, la main ou les doigts. »

— (Anonyme, 1953)
Comme l’explique David Howes, « Le fait que les manuels russes traitent toujours du toucher en premier, contrairement aux manuels de psychologie américains qui commencent toujours par la vue, est confirmé par d’autres observateurs (Simon 1957) et met en lumière [sic] la façon importante dont la hiérarchie des sens varie entre les cultures, même celles qui appartiennent à une même tradition, en l’occurrence celle de l’Occident. » (2003, p. 12-13)

## Écologie sensorielle et anthropologie
Ces intuitions ont servi de déclencheur au champ de recherche en anthropologie sensorielle, qui cherche à comprendre les autres cultures à partir de l’organisation particulière de leur sensorium. Des anthropologues comme Paul Stoller (1989) et Michael Jackson (1983, 1989) ont centré leur critique sur l’hégémonie du visuel et du textuel dans les sciences sociales. Ils plaident de façon convaincante en faveur d’une compréhension et d’une analyse qui soient incarnées et attentives au contexte unique du sensorium de ceux qu’on cherche à comprendre.
Un champ de recherche complémentaire est celui de l’écologie sensorielle ou perceptive, qui vise à comprendre les systèmes sensoriels et interprétatifs spécifiques que développe tout organisme en fonction de l’écosystème dans lequel il vit et auquel il doit s’adapter. Un chercheur important dans ce domaine est le psychologue James J. Gibson, qui a publié nombre de travaux étudiant les sens comme des systèmes de perception holistiques et intégrés, qui font preuve d’un comportement réfléchi plutôt que de servir simplement de canal délivrant des informations en vue d’un traitement cognitif, ainsi qu’on le suppose dans la psychologie ou la philosophie de la perception de type représentationnel (1966, 1979). Des systèmes perceptifs détectent les possibilités dans les objets du monde, dirigeant leur attention en vue d’obtenir de l’information sur un objet en fonction des usages possibles qu’il offre à un organisme.
Les systèmes sensoriels individuels ne constituent qu’une partie d’écosystèmes perceptifs plus larges et qui incluent l’appareillage physique de la sensation, l’environnement naturel ressenti et les systèmes innés et acquis visant à diriger l’attention et à interpréter les résultats. Ces systèmes, qui représentent l’information requise pour percevoir et raisonner à propos du monde, sont distribués dans la structure du corps en relation avec l’environnement physique, ainsi que dans les concepts et systèmes d’interprétation. Cette information varie en fonction des espèces, de l’environnement physique et du contexte d’information dans les systèmes de perception socio-culturels, lesquels se modifient aussi dans le temps et dans l’espace et en fonction des expériences d’un individu. Chaque modalité perceptive peut inclure diverses structures sensorielles ainsi que d’autres modes de perception et la somme de leurs relations et la distribution de leur mélange et de leur importance respective constituent un sensorium. La perception, la compréhension et le raisonnement d’un organisme dépendent de l’expérience particulière du monde livrée par les divers types de distribution des sens.

## Sensorium nébuleux
Un sensorium nébuleux est un état médical caractérisé par une inaptitude à penser clairement ou à se concentrer. Cet état est associé à une grande variété de causes, allant de l’absorption de drogues à des états pathogènes dus à la maladie ou à des déficiences en minéraux.